# 松下佳代
松下 佳代（まつした かよ、1960年 - ）は、日本の教育学者、京都大学教授。専門は教育方法学。

## 人物・来歴
福岡県生まれ。福岡県立東筑高等学校卒業、京都大学教育学部卒業、京都大学大学院教育学研究科博士後期課程研修指導認定退学。2003年「学習のコンテクストの構成 活動システムを分析単位として」で博士（教育学）の学位を取得。1996年京大教育学部助手、1997年群馬大学教育学部助教授、2002年京都大学高等教育教授システム開発センター助教授、2004年京都大学高等教育研究開発推進センター教授、京都大学大学院教育学研究科教授。日本学術会議会員。

## 著書
- 『パフォーマンス評価 子どもの思考と表現を評価する』日本標準ブックレット 2007.12
- 『対話型論証による学びのデザイン 学校で身につけてほしいたった一つのこと』勁草書房, 2021.2

### 共編著
- 『〈新しい能力〉は教育を変えるか 学力・リテラシー・コンピテンシー』編著. ミネルヴァ書房, 2010.9
- 『大学教育のネットワークを創る FDの明日へ』京都大学高等教育研究開発推進センター共編. 東信堂, 2011.3
- 『高校・大学から仕事へのトランジション 変容する能力・アイデンティティと教育』溝上慎一共編. ナカニシヤ出版, 2014.3
- 『ディープ・アクティブラーニング 大学授業を深化させるために』京都大学高等教育研究開発推進センター共編著. 勁草書房, 2015.1
- 『アクティブラーニングの評価』 (アクティブラーニング・シリーズ）石井英真共編. 東信堂, 2016.3
- 『対話型論証ですすめる探究ワーク』前田秀樹,田中孝平共著. 勁草書房, 2022.11

### 翻訳
- ユーリア・エンゲストローム『変革を生む研修のデザイン 仕事を教える人への活動理論』三輪建二共監訳. 鳳書房, 2010.12
- マイケル・フラン, ジョアン・クイン, ジョアン・マッキーチェン『教育のディープラーニング 世界に関わり世界を変える』監訳, 濱田久美子訳. 明石書店, 2020.9